# بيل كيرلي
بيل كيرلي (بالإنجليزية: Bill Curley)‏ مواليد 29 مايو 1972 في بوسطن، هو مدرب كرة سلة أمريكي ولاعب سابق. بدأ مسيرته الاحترافية في سنة 1994. تم اختياره من قبل فريق سان أنطونيو سبرز خلال الدرافت. يبلغ طوله 6 قدم 9 بوصة (2.1 م). اعتزل اللعب في 2001. أحرز خلال مسيرته في الإن بي إيه 394 نقطة بمعدل نقطتان في المباراة الواحدة.

## المسيرة الاحترافية
لعب مع ديترويت بيستونز في موسم 1994–1995، ثم لعب مع مينيسوتا تمبر ولفز من سنة 1997 إلى 1999، ثم لعب مع غولدن ستايت ووريورز في سنة 1999، ثم لعب مع هيوستن روكتس في سنة 2000، ثم لعب مع غولدن ستايت ووريورز في سنة 2000، ثم لعب مع دالاس مافيريكس في سنة 2000، ثم لعب مع غولدن ستايت ووريورز في موسم 2000–2001.

## روابط خارجية
- بيل كيرلي على موقع الاتحاد الدولي لكرة السلة (الإنجليزية)
- بيل كيرلي على موقع إن بي أي (الإنجليزية)
- بيل كيرلي على موقع سبورتس رفرنس (الإنجليزية)
- بيل كيرلي على موقع كرة السلة الأوروبية.كوم (الإنجليزية)
- بيل كيرلي على موقع كلية كرة السلة في سبورتس رفرنس.كوم (الإنجليزية)
- بيل كيرلي على موقع ريلجم (الإنجليزية)
- بيل كيرلي على موقع بروبوليرز (الإنجليزية)